# 爱吧
《愛吧》（瑞典語：Att Älska）是一部於1964年上映的瑞典劇情片。該片由約恩·唐納 執導和編劇。哈里特·安德森的演出在第25屆威尼斯影展贏得威尼斯影展最佳女演員獎。

## 角色
- 哈里特·安德森 飾 露易絲
- 茲比格涅夫·齊布林斯基（英语：Zbigniew Cybulski） 飾 弗雷德里克
- 艾莎·昆澤爾（英语：Isa Quensel） 飾 瑪爾塔
- 湯瑪斯·斯萬費爾特 飾 雅各布
- 尼利斯·艾克隆（英语：Nils Eklund） 飾 維卡
- 珍·弗里德曼 飾 諾拉
- 簡·埃里克·林奎斯特（英语：Jan Erik Lindqvist） 飾 旁白

## 外部鏈接
- 互联网电影数据库（IMDb）上《爱吧》的资料（英文）